# Жорж-Пико, Ольга
Ольга Жорж-Пико (фр. Olga Georges-Picot; 6 января 1940, Шанхай — 19 июня 1997, IX округ Парижа) — французская киноактриса, известная по фильмам 1970-х годов.

## Биография
Родилась в 1940 году в Шанхае, мать — русская, Анастасия Вячеславовна Миронович; отец — французский дипломат Гийом Жорж-Пико, двоюродный дядя — дипломат Франсуа Жорж-Пико, племянником которого являлся также президент Франции Валери Жискар д’Эстен. Родная старшая сестра Нина Жорж-Пико — жена князя Никиты Лобанова-Ростовского
В начале 1950-х годах училась в Международной школе в Женеве, где её отец был постоянным делегатом от Франции в Совете Безопасности ООН, затем училась во Французском лицее в Нью-Йорке.
Изучала актёрское мастерство в Актёрской студии в Париже.
После редких небольших ролей в кино в 1968 году исполнила главную женскую роль в фильме Алена Рене «Люблю тебя, люблю». Принёсшей ей известность стала роль в фильме «День Шакала» (1973); затем исполнила главную роль в фильме «Катрин, просто любовь» Бернара Бордери, заметными ролями стали роль графини Александровой в фильме Вуди Аллена «Любовь и смерть» (1975) и роль в эротическом фильме «Прощай, Эммануэль» (1977).
Появлялась в разделе «Секс в кино» на страницах журнала  Playboy, на обложахе журналов  Adam,  Elle, Vogue.
В 1966—1970 годах была замужем за художником и актёром Жаном Собески. После развода у неё был двухлетний роман с автогонщиком Джонни Серво-Гавином.
Несмотря на актёрское образование, она никогда не ставила себя в качестве ценной актрисы, часто участвуя в фильмах скромного уровня. Сценарист Жак Штернберг описывал её: «Чрезвычайно красивая и удивительно грустная, как будто ребёнок». Несмотря на её навыки многоязычной актрисы (благодаря ролям в фильмах Фредерика Форсайта и Вуди Аллена за рубежом она была даже более известна, чем во Франции) и множество возможностей, её кинокарьера оказалась быстрой и скромной. Самым большим её профессиональным разочарованием стало упущение в 1969 году роли в фильме «Гибель богов» Лукино Висконти — её агент, не предупредив её, отказался от роли, перешедшей Шарлотте Рэмплинг.
С начала 1980-х годов в кино не снималась, но до 1991 года изредка играла в телесериалах, например, в «Расследования комиссара Мегрэ» (50-я серия), «Комиссар Мулен» (1 сезон, 12-я серия).
В 1997 году в возрасте 57 лет погибла выбросившись с пятого этажа своей квартиры — покончила жизнь самоубийством, хотя строились различные версии об убийстве, но они не были подтверждены.

## Фильмография
- 1967 — Двое на дороге — подруга Джоанны
- 1968 — Прощай, друг — Изабель Моро
- 1968 — Люблю тебя, люблю — Катрин
- 1968 — Другие люди — Эльза
- 1968 — Саммит — соседка Анни
- 1969 — Катрин, просто любовь — Катрин
- 1970 — Человек, который ловил самого себя — Джулия Андерсон
- 1970 — Смежные номера — Клаудия
- 1971 — Женщина-женщина — Мари-Элен
- 1973 — Огонь на губах — Кристин Бенуа
- 1973 — Откровение — Клэр
- 1973 — День Шакала — Дениз
- 1973 — Человек, который бросил курить — Гюнхильд
- 1973 — Эротические откровения чересчур удобной кровати — Доменика
- 1974 — Медленные изменения удовольствия — Нора
- 1974 — Преследование — Моника
- 1975 — Дети ярости — Лейла Салех
- 1975 — Любовь и смерть — графиня Александрова
- 1977 — Прощай, Эммануэль — Флоренс